# Jerzy Lamorski
Jerzy Lamorski (ur. 4 lutego 1950 w Nowej Rudzie, zm. 8 czerwca 2012 w Hamburgu) – polski muzyk i kompozytor, wirtuoz akordeonu.

## Życiorys
Urodził się w Nowej Rudzie. Naukę gry na akordeonie rozpoczął w 1956 r. W konkursie muzycznym w Radio Wrocław zdobył wyróżnienie (1960) i rozpoczął naukę gry na pianinie i saksofonie altowym. Edukację w Szkole Podstawowej nr 3 ukończył w 1965 r., egzamin dojrzałości zdał w 1969 r.
Do Niemiec wyemigrował w 1982 r. i zamieszkał w Hamburgu. W swojej karierze muzycznej podejmował wiele aktywności: był solistą w orkiestrze telewizji NDR, współpracował z Państwową Operą w Hamburgu i Hanowerską Orkiestrą Radiową. Założył także zespół Lamorski Quartet w składzie: Jurek Lamorski – akordeon, Roland Cabezas – gitara, Pablo Escayola – perkusja, Omar Rodriguez Calvo – bas akustyczny.

## Albumy
- Urban Accordion
- Slavic Soul
- Tango Musette
- Polnisches Herz, 2001[6]
- Songs And Ballads, 2002
- Piano Dreams In D-Minor, 2004
- From Csárdás To Jazz, 2006
- Lucky, 2007[7]
- Der Fluch der Weissen Taube, 2007
- Accordion Instrumentals[8]